# 横浜市立篠原中学校
横浜市立篠原中学校（よこはましりつ しのはらちゅうがっこう）は、神奈川県横浜市港北区篠原町にある公立中学校。一般には篠中（しのちゅう）と略称される。

## 概要
篠原町の住宅地に位置し、坂の上に所在している。
学校教育目標として、 
（1）自分をつくる【知】【体】
　　　自己をしっかり見つめ、個性ある存在としての自分を確立していく。
（2）思いをはぐくむ【徳】
　　　自分だけでなく他者に対する気持ち、接し方、態度などを育てていく。
（3）未来へつなげる【公】【開】
　　　他者との関わりや学びあいを通じて、社会の中にある自分を次のステップへ進めていく。
の上記を挙げている（公式HP参照)

## 学区域および学区内小学校
- 篠原町全域
- 篠原東一丁目，二丁目，三丁目
- 篠原北一丁目，二丁目
- 富士塚一丁目，二丁目
- 錦が丘全域
- 菊名一丁目，二丁目18〜27，三丁目1〜14
- 大豆戸町1129〜1222
- 新横浜一丁目，二丁目，三丁目
- 横浜市立篠原小学校
- 横浜市立篠原西小学校
- 横浜市立港北小学校
- 横浜市立菊名小学校
- 横浜市立城郷小学校
- 横浜市立大豆戸小学校

## 主な進学先
進学先公立高等学校として、旧横浜東部学区に属する高校および東急東横線、横浜市営地下鉄沿線の高校が想定される。 《旧横浜東部学区》
- 神奈川県立岸根高等学校
- 神奈川県立港北高等学校
- 神奈川県立城郷高等学校
- 神奈川県立鶴見高等学校
- 神奈川県立鶴見総合高等学校
- 神奈川県立新羽高等学校
- 神奈川県立横浜翠嵐高等学校
- 横浜市立東高等学校

《地下鉄グリーンライン・ブルーライン沿線》(上記以外旧北部/東部学区域まで）
- 神奈川県立川和高等学校
- 神奈川県立新栄高等学校

《東急東横線沿線》（上記以外）
- 神奈川県立神奈川工業高等学校
- 神奈川県立神奈川総合高等学校
- 神奈川県立住吉高等学校
- 神奈川県立横浜平沼高等学校

## アクセス

### 鉄道・バス
- 新横浜駅から徒歩で約5分
- 菊名駅から徒歩で約20分
- 妙蓮寺駅から徒歩で約25分